# Psidium ovale
Psidium ovale là một loài thực vật có hoa trong Họ Đào kim nương. Loài này được (Spreng.) Burret miêu tả khoa học đầu tiên năm 1941.